# Unione Sportiva Dilettantistica Poggibonsi
La Unione Sportiva Dilettantistica Poggibonsi es un club de fútbol de Italia, con sede en Poggibonsi, en la región Toscana. Fue fundado en 1925, y compite en la Serie D, cuarta categoría del fútbol italiano.

## Historia
Fue fundado en el año 1925. En 1988 el club logró el ascenso a la Serie C2 (en ese entonces el cuarto nivel de fútbol en Italia). En la temporada 2003/04 la Federación Italiana de Fútbol los excluyó debido a problemas financieros, por lo que fueron relegados a la Eccellenza.
En esa temporada lograron el ascenso a la Serie D, en la cual estuvieron por dos temporadas, ya que fueron promovidos a la Serie C2 debido a que el AS Fortis Spoleto FC y el AS Fortis Juventus 1909 rechazaron la promoción. En el 2014 bajaron otra vez a la Serie D.

## Palmarés

### Torneos interregionales
- Campionato Interregionale (1): 1987-88 (Grupo F)
- Serie D (1): 2000-01 (Grupo E)

### Torneos regionales
- Eccellenza Toscana (2): 2003-04 (Grupo B), 2020-21 (Grupo B)
- Promozione Toscana (3): 1954-55 (Grupo C), 1971-72, 1982-83 (Grupo B)
- Prima Categoria Toscana (2): 1959-60 (Grupo C), 1960-61 (Grupo C)
- Prima Divisione Toscana (1): 1945-46 (Grupo D)